# John Nehm
John Nehm (18. august 1934, København, død 14. januar 2019) var en dansk forfatter.
John Nehm opnåede ikkee anden uddannelse end folkeskolen, og fik senere arbejde som arbejdsdreng, arbejdsmand, chaufførmedhjælper, silketrykker, slagterforbundter, lagerforvalter og forfatter. I forbindelse med forfatterskabet virkede han som foredragsholder og gæstelærer på Esbjerg Højskole og som kursuslærer på Sid's kursuscenter, Energicentret på Lolland.
John Nehm fik udgivet 38 bøger – omfattende: Voksenromaner, ungdomsromaner, børnebøger, novellesamlinger og digtsamlinger. September 2009 udkom Men størst af alt som er en mindebog om hans kone Rita.

## Værker
- Romaner
  - Dagen og vejen
  - En for alle
  - Som man sår
  - I krig og kærlighed
  - Men størst af alt (2009)

- Teaterstykkerne Billys Bænkeliv
- Skoleteaterstykket Ud ad vagten - fat i livet
- Manuskript til filmen Johnny Larsen
- Manuskript til De frigjorte
- Klokkeversene til Udlejre Kirke